# Rangpur (phân khu)
Phân khu Rangpur (tiếng Bengal: রংপুর বিভাগ) trở thành đơn vị hành chính thứ bảy của Bangladesh vào ngày 25 tháng 1 năm 2010. Trước đó, nó bao gồm 8 huyện phía bắc của phân khu Rajshahi. Phía bắc và phía tây giáp bang Tây Bengal của Ấn Độ, phía nam giáp các phân khu Rajshahi và Mymensingh, phía đông giáp các bang Assam và Meghalaya của Ấn Độ. Phân khu Rangpur bao gồm tám huyện: Rangpur, Dinajpur, Kurigram, Gaibandha, Nilphamari, Panchagarh, Thakurgaon, và Lalmonirhat. Phân khu có 58 Upazilla hay phó huyện. Rangpur là phân khu cực bắc của Bangladesh và có tổng dân số là 15.665.000 theo điều tra năm 2011. Các thành phố chính trong phân khu là Rangpur, Saidpur và Dinajpur.